# Börje Negelius
Börje Erik Bengt Negelius, född 26 januari 1916 i Visby, död 20 november 1998 på Lidingö, var en svensk målare och tecknare. 
Han var son till Niklas Teodor Pettersson och Emmy Matilda Nilsson. Negelius studerade konst vid Edward Berggrens målarskola i Stockholm och under studieresor till Frankrike. Han medverkade i en grupputställning på Galleri Brinken i Stockholm 1952 och i samlingsutställningar med Gotlands konstförening. Hans konst består av landskapsskildringar från Paris, Gotland och Fårö samt teckningar med gamla Visbymotiv. Negelius är begravd på Lidingö kyrkogård. 